# Jóhann Berg Guðmundsson
Jóhann Berg Guðmundsson (* 27. Oktober 1990 in Reykjavík) ist ein isländischer Fußballspieler, der seit 2016 beim englischen FC Burnley unter Vertrag steht.

## Karriere

### Verein
Jóhann spielte in der Jugend u. a. für die Jugendmannschaften von FC Chelsea und FC Fulham, seine erste Profistation war 2008 jedoch der isländische Erstligist Breiðablik aus Kópavogur. Hier spielte er u. a. mit den späteren isländischen Nationalspielern Alfreð Finnbogason und Gylfi Þór Sigurðsson zusammen. Im Sommer 2009 wurde er vom niederländischen Erstligisten AZ Alkmaar verpflichtet, wo er mit Kolbeinn Sigþórsson auf einen Landsmann traf. Die ersten anderthalb Jahre war er dort noch in der Jugend aktiv, ab der Saison 2010/11 dann fester Bestandteil der Profimannschaft. Im Jahre 2013 gewann er mit dem Verein den KNVB-Pokal durch einen 2:1-Finalsieg über den PSV Eindhoven. Ein Jahr später wechselte er dann weiter nach England zum Zweitligisten Charlton Athletic und seit 2016 steht er beim FC Burnley in der Premier League unter Vertrag.

### Nationalmannschaft
Nachdem er schon in diversen Jugendauswahlen zum Einsatz gekommen war, gab Jóhann am 20. August 2008 sein Debüt für die isländische A-Nationalmannschaft gegen Aserbaidschan (1:1). 10 Monate später kam er in der WM-Qualifikation gegen Mazedonien als Einwechselspieler zu seinem ersten Pflichtspieleinsatz. In der EM-Qualifikation 2010/11 gehörte er bereits fest zum Nationalkader, obwohl er parallel auch noch in der U-21-Auswahl spielte. In 7 der 8 Gruppenspiele kam er zum Einsatz, und nur einmal stand er nicht in der Startelf. Am 14. November 2012 erzielte er im Freundschaftsspiel gegen Andorra sein erstes Länderspieltor.
In der Qualifikationsgruppe E für die Fußball-Weltmeisterschaft 2014 war er anfänglich nur Einwechselspieler. Ein besonderes Spiel für ihn war die Partie gegen die Schweiz am 6. September 2013. Erstmals wieder stand er in der Startaufstellung und erzielte das 1:0. Nachdem die Schweiz auf 4:2 davongezogen war, verkürzte er erst auf 4:3 und erzielte danach in der Nachspielzeit noch den Ausgleich. Island schaffte es bis in die Relegation und scheiterte erst im Rückspiel an Kroatien. Die letzten sechs Qualifikationsspiele bestritt Jóhann über die volle Spielzeit.
Ähnlich verlief die Qualifikation für die Fußball-Europameisterschaft 2016 in Frankreich. Anfangs kam er gar nicht zum Einsatz und ab dem 5. Spiel war er wieder Stammspieler. Island machte vorzeitig die EM-Teilnahme perfekt und verlor nur das letzte, bedeutungslose Gruppenspiel. Anschließend wurde Jóhann in das Aufgebot Islands aufgenommen. In der ersten Begegnung mit Portugal stand er in der Startelf und gab die Vorlage zum 1:1-Ausgleich. Auch die übrigen vier Turnierspiele bestritt er von Beginn an. Als EM-Neuling kam das Team bis ins Viertelfinale.
Zudem stand er im isländischen Kader für die Weltmeisterschaft 2018 in Russland, bei der Island zum ersten Mal an einer Weltmeisterschaftsendrunde teilnehmen konnte. Island schied nach einem Unentschieden gegen Argentinien und Niederlagen gegen Nigeria und Kroatien als Letzter der Gruppe D noch in der Vorrunde aus; Jóhann kam gegen Argentinien und Kroatien zum Einsatz.

## Erfolge
AZ Alkmaar
- Niederländischer Pokalsieger: 2013

FC Burnley
- Englischer Zweitligameister: 2022/23  ▲